# Maxjazz
Maxjazz (фирменное написание MAXJAZZ) — расформированный американский джазовый лейбл, основанный в 1998 году инвестиционным банкиром, Ричардом Макдоннеллом. Лейбл в основном отдавал предпочтение акустическому джазу. Maxjazz располагался в Сент-Луисе, Миссури. В 2016 году Maxjazz был куплен компанией Mack Avenue Records.

## Исполнители
- Клаудия Акунья
- Брюс Барт
- Эрин Боуди
- Лаверн Батлер
- Карла Кук
- Эмануэле Чизи
- Дена Дероуз
- Аса Харрис
- Кристина Хитт
- Джеффри Кизер
- Нэнси Кинг
- Фрэнк Локрасто
- Ромеро Лубамба
- Расселл Малон
- Филлип Мануэль
- Рене Мари
- Питер Мартин
- Ребекка Мартин
- Кассандра Маккинли
- Малгрю Миллер
- Бен Патерсон
- Джеб Паттон
- Джереми Пелт
- Джон Пру
- Эрик Рид
- Мэри Столлингс
- Террелл Стаффорд
- Тrio Da Paz & Джо Лок
- Мануэль Валера
- Патти Уикс
- Джек Уилкинс
- Джессика Уильямс
- Стив Уилсон
- Бен Вулф
- Денни Цейтлин